# آلپیارسه
شهر الپیارکا (به پرتغالی: Alpiarça Municipality) یک منطقهٔ مسکونی در پرتغال است که در ناحیه سانتاری واقع شده‌است.

## خصوصیات
شهر الپیارکا ۹۵٫۴ کیلومترمربع مساحت و ۸٬۱۹۸ نفر جمعیت دارد.